# Bricquebec-en-Cotentin
Bricquebec-en-Cotentin ist eine französische Gemeinde mit 5.888 Einwohnern (Stand 1. Januar 2022) im Département Manche in der Region Normandie. Sie gehört zum Kanton Bricquebec-en-Cotentin und zum Arrondissement Cherbourg.
Sie entstand mit Wirkung vom 1. Januar 2016 als Commune nouvelle durch die Zusammenlegung der ehemaligen Gemeinden Bricquebec, Les Perques, Quettetot, Saint-Martin-le-Hébert, Le Valdécie und Le Vrétot, die in der neuen Gemeinde den Status einer Commune déléguée haben. Der Verwaltungssitz befindet sich im Ort Bricquebec.

## Gliederung
| Ortsteil                     | ehemaliger INSEE-Code | Fläche (km²) | Einwohnerzahl zum 1. Januar 2022 |
| ---------------------------- | --------------------- | ------------ | -------------------------------- |
| Bricquebec (Verwaltungssitz) | 50082                 | 32,66        | 4.139                            |
| Les Perques                  | 50396                 | 04,85        | 155                              |
| Quettetot                    | 50418                 | 12,43        | 731                              |
| Saint-Martin-le-Hébert       | 50520                 | 02,13        | 155                              |
| Le Valdécie                  | 50614                 | 04,00        | 143                              |
| Le Vrétot                    | 50646                 | 20,56        | 565                              |

## Lage
Bricquebec-en-Cotentin liegt auf der Halbinsel Cotentin.

## Sehenswürdigkeiten

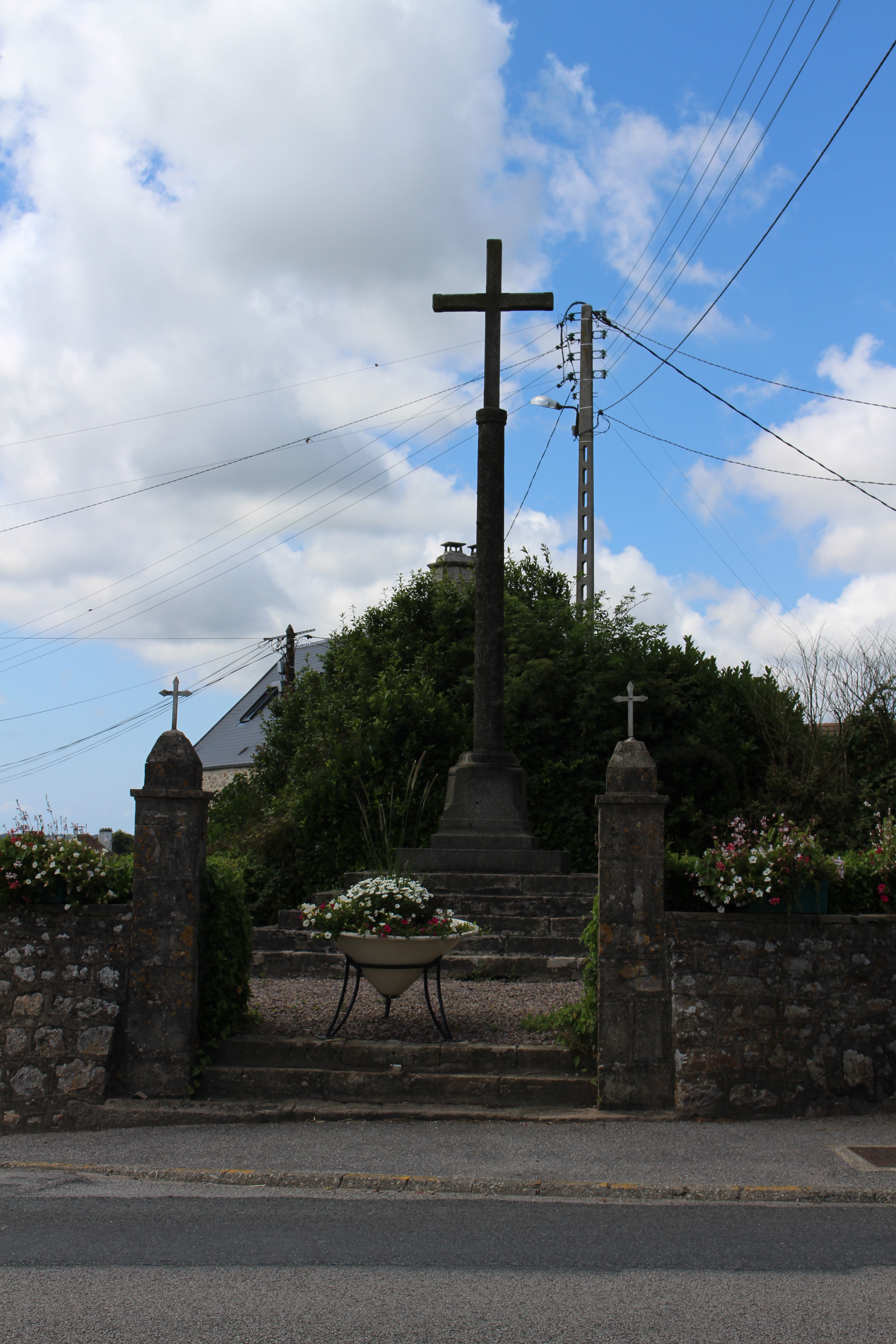
Flurkreuz in Quettetot
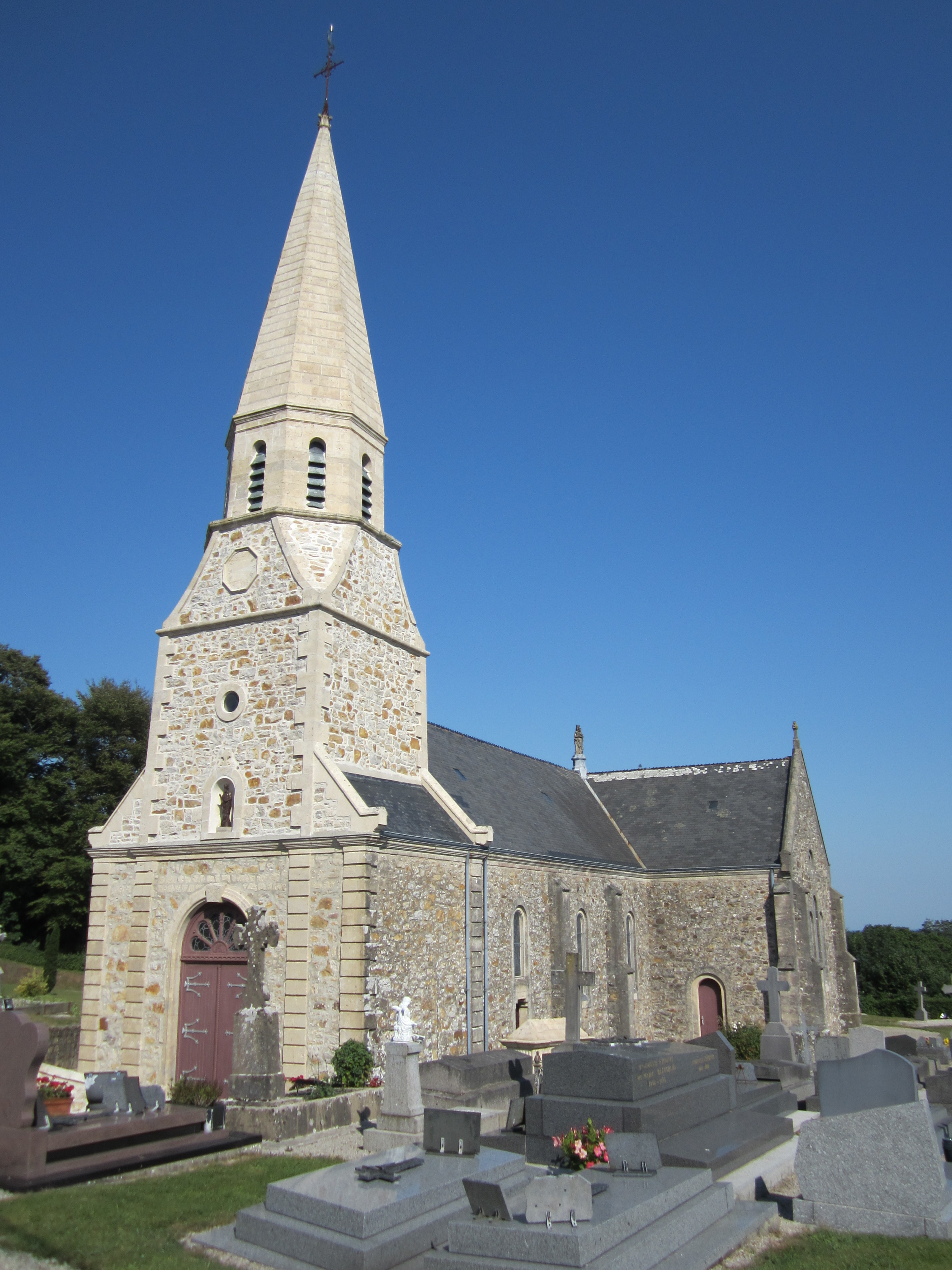
Kirche Saint-Martin in Saint-Martin-le-Hébert
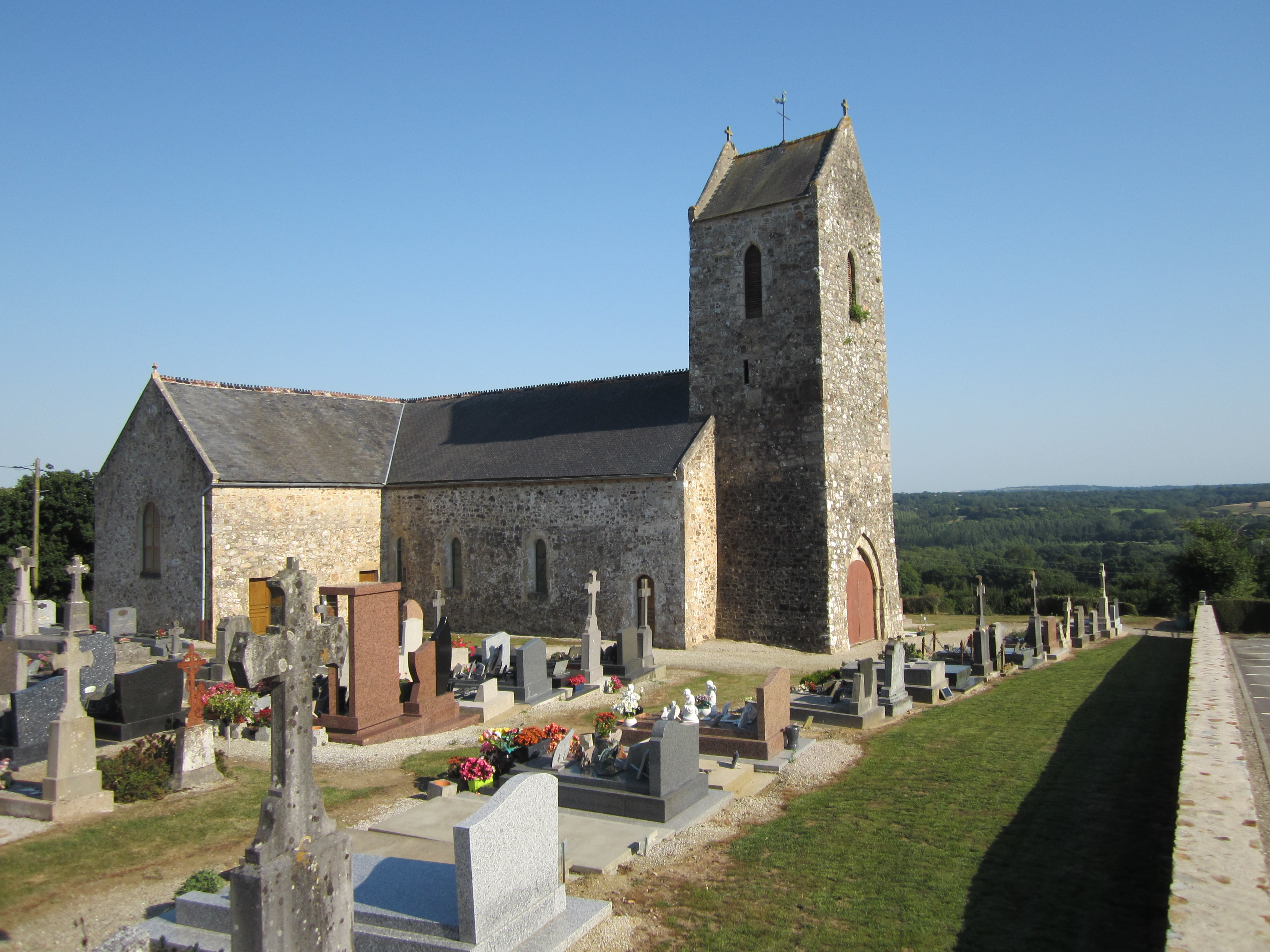
Kirche Saint-Paul in Les Perques
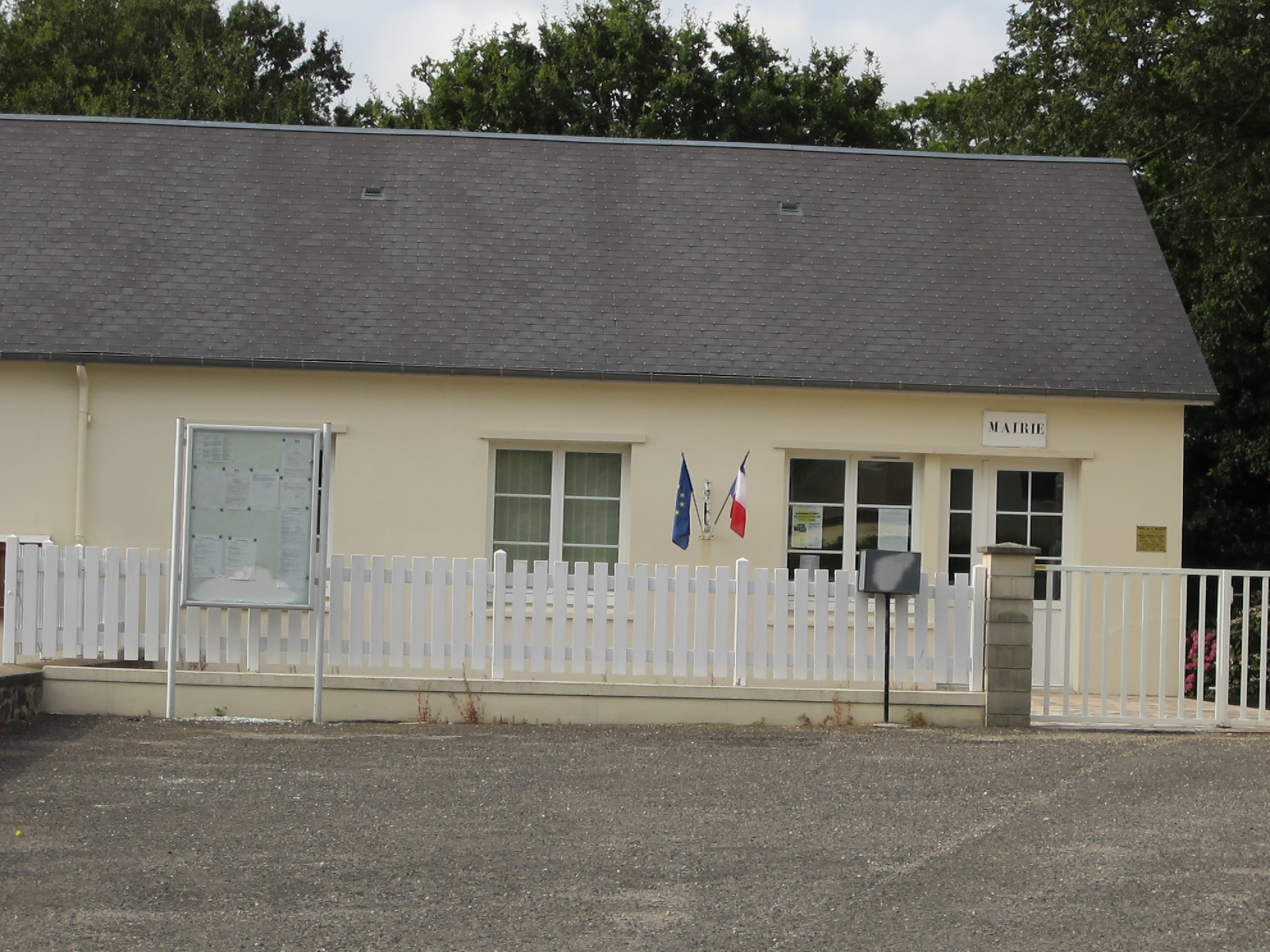
Die vormalige Mairie von Le Valdécie